# Frankenreuth (Kulmain)
Frankenreuth ist ein Gemeindeteil der Gemeinde Kulmain im oberpfälzischen Landkreis Tirschenreuth.

## Geografie
Das Dorf Frankenreuth liegt am nordwestlichen Fuß des 682 Meter hohen Schwarzberges im Südwesten des Fichtelgebirges. Der Ort liegt viereinhalb Kilometer nördlich von deren Gemeindesitz.

## Geschichte
Die Bayerische Uraufnahme zeigte Frankenreuth in den 1810er Jahren als kleinen Ort, der aus sieben Herdstellen bestand. Bei sechs davon handelte es sich um zumeist stattliche Bauernhöfe, etwa  50 Meter östlich des Ortsrandes stand ein alleinstehendes Einzelhaus. Seit dem Gemeindeedikt von 1818 war Frankenreuth ein Teil der Gemeinde Lenau. Diese wurde mit der bayerischen Gebietsreform aufgelöst. Frankenreuth wurde in die Gemeinde Kulmain eingegliedert.
| Jahr          | 001824 | 001875 | 001885 | 001900 | 001925 | 001950 | 001961 | 001970 | 001987 |
| Einwohnerzahl | 42     | 61     | 60     | 52     | 54     | 62     | 55     | 67     | 49     |